# Михайлёнок, Леонид Лукич
Леонид Лукич Михайлёнок (5 февраля 1930 — 15 марта 2011) — советский и российский скульптор-монументалист. Заслуженный художник РСФСР (1978). Лауреат Государственной премии СССР (1969).

## Биография
Родился в д. Пищалово Оршанского р-на БССР. В 1957 году окончил Ленинградское высшее художественно-промышленное училище имени В. И. Мухиной.
Член Союза художников СССР, член Санкт-Петербургского отделения Союза художников России.

## Известные произведения
- Барельефы на здании Финляндского вокзала (Ленинград, 1960—1963)
- Памятник лётчикам у платфломы Лемболово (Ленинградская область, 1965)[3]
- Легендарная тачанка (Херсонская область, 1967)
- Пулковский рубеж (Ленинградская область, 1967)
- Красная Талка (Иваново, 1975)
- В. И. Ленин с товарищами по сибирской ссылке и революционной борьбе (Красноярск, 1986—1987)

- Памятник лётчикам С. М. Алёшину, Н. А. Боброву и В. А. Гончаруку.
- Легендарная тачанка.
Херсонская область, Украина.

## Награды и премии
- Государственная премия СССР (6 ноября 1969 года) — за участие в создании памятника «Легендарная тачанка» близ Каховки[4].
- Заслуженный художник РСФСР (22 мая 1978 года)[5].
- Орден Дружбы народов (22 августа 1986 года).
- Орден Почёта (21 апреля 2005 года) — за заслуги в области культуры и искусства, многолетнюю плодотворную деятельность[6].